# 安楞石龙子属
安楞石龙子属（学名：Allengreerus）为石龙子科的一个属。

## 下属物种
本属包括以下物种：
- Allengreerus jackyhoserae Hoser, 2012
- Allengreerus ronhoseri Hoser, 2009